# Освальд Карвер
Освалд Карвер (англ. Oswald Carver, 2 лютого 1887, Марпл, Великий Манчестер — 7 червня 1915, Галліполі, Мармара, Туреччина) — британський академічний веслувальник.
Бронзовий призер Олімпійських Ігор 1908 року в складі вісімки.

## Життєпис
Освальд Карвер народився в родині власника манчестерської бавовняної фабрики. Отримав освіту в школі Чартерхаус, а потім вступив до Трініті-коледжу в Кембриджі, де почав займатися веслуванням та виступати за свій коледж. Екіпаж Кембриджа, до якого входив і Карвер, взяв участь у літніх Олімпійських іграх 1908 року в Лондоні у змаганнях вісімок, де здобув бронзову медаль.
Після закінчення навчання Карвер став директором компанії свого батька, а також брав активну участь у скаутському русі. Він взяв замовлення в Східно-Ланкаширську компанію королівських інженерів і через кілька тижнів після початку війни пішов добровольцем на службу за кордон, але йому було відмовлено через поганий слух. Через місяць він повторно звернувся, і цього разу його прийняли. У вересні 1914 року Карвера відправили до Єгипту з Ланкаширами, де він згодом отримав звання капітана, а потім попрямував до Галліполі на підтримку Манчестерського полку, що брав участь у Дарданелльській операції. Карвер загинув під час третьої битви за Крітію, отримавши поранення в спину, і помер від отриманих травм через три дні. Брат Карвера Безіл загинув у бою в 1916 році. Вдова Освальда Елізабет вийшла заміж за фельдмаршала Монтгомері в 1927 році.